# 皮骨板

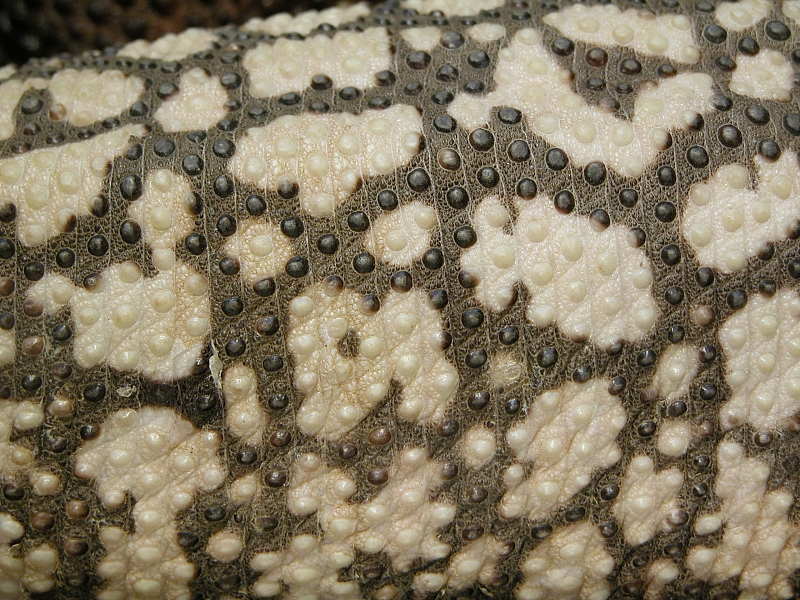
皮骨板が見られるドクトカゲ科の皮膚の近接写真

アルマジロの骨格

皮骨板（ひこつばん）またはオステオダーム（英語: osteoderm）は、鱗や板あるいは他の真皮を元とする構造を形成する骨質の沈着物。骨皮とも言う。
皮骨板は爬虫類と両生類の現生種および化石種の多くに見られる。皮骨板を持つ具体的な分類群として、トカゲ、ワニ、カエル、分椎類、様々な恐竜（特に曲竜類と剣竜類）、翼竜、植竜類、鷲竜類、板歯目、フーペイスクス類がある。
皮骨板は哺乳類では一般的ではないものの、数多くの異節上目（アルマジロなど）では発生する。重い骨質の皮骨板は異なる系統で独立に進化を遂げてきた。アルマジロの皮骨板は真皮の線維中で発達したと考えられている。これらの様々な構造は解剖学的相同器官ではなく相似器官と考えられるべきであり、また単系統性を示唆するわけでもない。しかし、この構造は鱗板から派生したものであり、有羊膜類には共通であり、ディープホモロジーの一例でもある。多くの事例において、皮骨板は防御のアーマーとして機能する可能性がある。皮骨板は骨組織から構成されており、生命体の胚発生の間に scleroblast neural crest cell の集団から分化する。scleroblastic neural crest cell の集団は真皮に関連する複数の相同な特徴を共有する。神経堤細胞は、上皮-間葉転換を経て皮骨板の発達 (en) に寄与すると考えられる。
現生のワニの皮骨板は血管が多く通っており、アーマーだけでなく熱交換にも寄与することが可能であり、それゆえこれらの大型爬虫類は急速に体温を上昇・下降させることが可能である。また長期間水に浸っていると血中の二酸化炭素濃度が上昇してアシドーシスが誘発されるが、皮骨板の持つもう一つの機能としてこれの中和がある。膜性骨中のカルシウムとマグネシウムは血流中にアルカリイオンを放出し、血液の酸性化に対して緩衝の効果を発揮する。